# Odensachsen
Odensachsen ist ein Ortsteil der Marktgemeinde Haunetal im osthessischen Kreis Hersfeld-Rotenburg. Das Dorf liegt an der Haune. Östlich um den Ort verläuft die Bundesstraße 27 und westlich die Bahnstrecke Frankfurt–Göttingen als Teilabschnitt der Nord-Süd-Strecke, die von Hannover nach Würzburg führt. 
Odensachsen wurde in den letzten Jahren bekannt durch das seit 2017 jährlich stattfindende „Haune-Rock Festival“. Dieses findet immer um den 14. Juli statt. 

## Geschichte

### Ortsgeschichte
Die älteste bekannte schriftliche Erwähnung von Odensachsen erfolgte im Jahre 1003. Die Dorfkirche ist im Barockstil erbaut. Sie hat ein hölzernes Tonnengewölbe, doppelte, U-förmige Emporen und eine Baldachin-Kanzel, die ab 1735 von dem in Schenklengsfeld ansässigen Gustav Altmöller ausgemalt wurden.
Zum 31. Dezember 1971 wurde die damals zum Landkreis Hünfeld gehörende selbständige Gemeinde Odensachsen im Zuge der Gebietsreform in Hessen in die im gleichen Jahr neu gegründete Gemeinde Haunetal auf freiwilliger Basis eingemeindet. Für Odensachsen wurde, wie für die übrigen bei der Gebietsreform nach Haunetal eingegliederten Gemeinden, ein Ortsbezirk mit Ortsbeirat und Ortsvorsteher nach der Hessischen Gemeindeordnung gebildet.

### Verwaltungsgeschichte im Überblick
Die folgende Liste zeigt die Staaten und Verwaltungseinheiten, denen Odensachsen angehört(e):
- vor 1803: Heiliges Römisches Reich, Hochstift Fulda, Oberamt Fürsteneck, Gericht Neukirchen
- 1803–1806: Heiliges Römisches Reich, Fürstentum Nassau-Oranien-Fulda, Fürstentum Fulda, Oberamt Eiterfeld
- 1806–1810: Kaiserreich Frankreich, Fürstentum Fulda (Militärverwaltung)
- 1810–1813: Großherzogtum Frankfurt, Departement Fulda, Distrikt Eiterfeld
- ab 1815: Kurfürstentum Hessen, Großherzogtum Fulda, Amt Eiterfeld[8]
- ab 1821/22: Kurfürstentum Hessen, Provinz Fulda, Kreis Hünfeld[9][Anm. 2]
- ab 1848: Kurfürstentum Hessen, Bezirk Fulda
- ab 1851: Kurfürstentum Hessen, Provinz Fulda, Kreis Hünfeld
- ab 1867: Königreich Preußen, Provinz Hessen-Nassau, Regierungsbezirk Kassel, Kreis Hünfeld
- ab 1871: Deutsches Reich, Königreich Preußen, Provinz Hessen-Nassau, Regierungsbezirk Kassel, Kreis Hünfeld
- ab 1918: Deutsches Reich, Freistaat Preußen, Provinz Hessen-Nassau, Regierungsbezirk Kassel, Kreis Hünfeld
- ab 1944: Deutsches Reich, Freistaat Preußen, Provinz Kurhessen, Landkreis Hünfeld
- ab 1945: Amerikanische Besatzungszone, Groß-Hessen, Regierungsbezirk Kassel, Landkreis Hünfeld
- ab 1946: Amerikanische Besatzungszone, Hessen, Regierungsbezirk Kassel, Landkreis Hünfeld
- ab 1949: Bundesrepublik Deutschland, Hessen, Regierungsbezirk Kassel, Landkreis Hünfeld
- ab 1972: Bundesrepublik Deutschland, Hessen, Regierungsbezirk Kassel, Landkreis Hersfeld-Rotenburg, Gemeinde Haunetal[Anm. 3]

## Bevölkerung

### Einwohnerstruktur 2011
Nach den Erhebungen des Zensus 2011 lebten am Stichtag, dem 9. Mai 2011, in Odensachsen 180 Einwohner. Darunter waren 3 (1,7 %) Ausländer.
Nach dem Lebensalter waren 36 Einwohner unter 18 Jahren, 63 zwischen 18 und 49, 42 zwischen 50 und 64 und 39 Einwohner waren älter. Die Einwohner lebten in 72 Haushalten. Davon waren 18 Singlehaushalte, 24 Paare ohne Kinder und 27 Paare mit Kindern, sowie 3 Alleinerziehende und keine Wohngemeinschaften. In 21 Haushalten lebten ausschließlich Senioren und in 45 Haushaltungen lebten keine Senioren.

### Einwohnerentwicklung
- 1812: 27 Feuerstellen, 350 Seelen[1]

| Odensachsen: Einwohnerzahlen von 1812 bis 2015 | Odensachsen: Einwohnerzahlen von 1812 bis 2015 | Odensachsen: Einwohnerzahlen von 1812 bis 2015 | Odensachsen: Einwohnerzahlen von 1812 bis 2015 | Odensachsen: Einwohnerzahlen von 1812 bis 2015 |
| --- | ---------------------------------------------- | ---------------------------------------------- | ---------------------------------------------- | ---------------------------------------------- |
| Jahr |                                                |                                                |                                                | Einwohner                                      |
| 1812 | 1812                                           |                                                | 350                                            | 350                                            |
| 1834 | 1834                                           |                                                | 212                                            | 212                                            |
| 1840 | 1840                                           |                                                | 224                                            | 224                                            |
| 1846 | 1846                                           |                                                | 225                                            | 225                                            |
| 1852 | 1852                                           |                                                | 222                                            | 222                                            |
| 1858 | 1858                                           |                                                | 199                                            | 199                                            |
| 1864 | 1864                                           |                                                | 215                                            | 215                                            |
| 1871 | 1871                                           |                                                | 221                                            | 221                                            |
| 1875 | 1875                                           |                                                | 218                                            | 218                                            |
| 1885 | 1885                                           |                                                | 185                                            | 185                                            |
| 1895 | 1895                                           |                                                | 173                                            | 173                                            |
| 1905 | 1905                                           |                                                | 162                                            | 162                                            |
| 1910 | 1910                                           |                                                | 155                                            | 155                                            |
| 1925 | 1925                                           |                                                | 140                                            | 140                                            |
| 1939 | 1939                                           |                                                | 138                                            | 138                                            |
| 1946 | 1946                                           |                                                | 208                                            | 208                                            |
| 1950 | 1950                                           |                                                | 230                                            | 230                                            |
| 1956 | 1956                                           |                                                | 169                                            | 169                                            |
| 1961 | 1961                                           |                                                | 162                                            | 162                                            |
| 1967 | 1967                                           |                                                | 180                                            | 180                                            |
| 1970 | 1970                                           |                                                | 163                                            | 163                                            |
| 1980 | 1980                                           |                                                | ?                                              | ?                                              |
| 1990 | 1990                                           |                                                | ?                                              | ?                                              |
| 2000 | 2000                                           |                                                | ?                                              | ?                                              |
| 2011 | 2011                                           |                                                | 180                                            | 180                                            |
| 2015 | 2015                                           |                                                | 178                                            | 178                                            |
| Datenquelle: Historisches Gemeindeverzeichnis für Hessen: Die Bevölkerung der Gemeinden 1834 bis 1967. Wiesbaden: Hessisches Statistisches Landesamt, 1968. Weitere Quellen: LAGIS; Gemeinde Haunetal; Zensus 2011 |                                                |                                                |                                                |                                                |

### Historische Religionszugehörigkeit
| • 1885: | 185 evangelische (= 100 %) Einwohner                              |
| • 1961: | 150 evangelische (= 92,59 %), 12 katholische (= 7,41 %) Einwohner |

## Politik
Für Odensachsen besteht ein Ortsbezirk (Gebiete der ehemaligen Gemeinde Odensachsen) mit Ortsbeirat und Ortsvorsteher nach der Hessischen Gemeindeordnung. Der Ortsbeirat besteht aus fünf Mitgliedern. Bei den Kommunalwahlen in Hessen 2021 betrug die Wahlbeteiligung zum Ortsbeirat 77,55 %. Alle Kandidaten gehören der „Bürgerliste Odensachsen“ an. Der Ortsbeirat wählte Dirk Henkel zum Ortsvorsteher.

## Sehenswürdigkeiten
Für die unter Denkmalschutz stehenden Objekte im Ort, siehe die Liste der Kulturdenkmäler in Odensachsen.